# Parapholis filiformis
Parapholis filiformis é uma espécie de planta com flor pertencente à família Poaceae. 
A autoridade científica da espécie é (Roth) C.E.Hubb., tendo sido publicada em Blumea, Supplement 3: 14. 1946.

## Portugal
Trata-se de uma espécie presente no território português, nomeadamente em Portugal Continental e no Arquipélago da Madeira.
Em termos de naturalidade é nativa das duas regiões atrás indicadas.

## Protecção
Não se encontra protegida por legislação portuguesa ou da Comunidade Europeia.